# Suzana Ćebić
Suzana Ćebić, cyr. Сузана Ћебић (ur. 9 listopada 1984 w Belgradzie) – serbska siatkarka, reprezentantka kraju. Występuje na pozycji libero. Jej pierwszym klubem był OK Crnokosa. Wraz z reprezentacją zdobyła brązowy medal na Mistrzostwach Świata w 2006 roku, a także srebrny medal na Mistrzostwach Europy w 2007 roku. Podczas tego turnieju została wybrana również najlepszą zawodniczka na pozycji libero. Od sezonu 2018/2019 występuje w drużynie CS Volei Alba-Blaj.

## Sukcesy klubowe
| Klub                   | Osiągnięcie                     | Trofeum       | Sezon/Rok           |
| OK Crnokosa            | Puchar Serbii i Czarnogóry      | złoto         | 2002/2003           |
| Jedinstvo Užice        | Mistrzostwo Serbii i Czarnogóry | złoto         | 2005/2006           |
| Jedinstvo Užice        | Mistrzostwo Serbii              | srebro        | 2006/2007           |
| Club Voleibol Tenerife | Superpuchar Hiszpanii           | złoto         | 2008                |
| Metal Gałacz           | Puchar Rumunii                  | złoto         | 2009/2010           |
| Metal Gałacz           | Mistrzostwo Rumunii             | złoto         | 2009/2010           |
| VfB 91 Suhl            | Mistrzostwo Niemiec             | brąz          | 2010/2011           |
| Rabitə Baku            | Klubowe Mistrzostwa Świata      | srebro        | 2012                |
| Rabitə Baku            | Liga Mistrzyń                   | srebro        | 2012/2013           |
| Rabitə Baku            | Mistrzostwo Azerbejdżanu        | złoto         | 2012/2013           |
| CSM Târgoviște         | Puchar Rumunii                  | złoto         | 2015/2016           |
| CSM Târgoviște         | Mistrzostwo Rumunii             | srebro · brąz | 2015/2016 2016/2017 |
| CSM Bukareszt          | Mistrzostwo Rumunii             | złoto         | 2017/2018           |
| CSM Bukareszt          | Puchar Rumunii                  | złoto         | 2017/2018           |
| CS Volei Alba-Blaj     | Puchar CEV                      | srebro        | 2018/2019           |
| CS Volei Alba-Blaj     | Mistrzostwo Rumunii             | złoto         | 2018/2019           |
| CS Volei Alba-Blaj     | Puchar Rumunii                  | złoto         | 2018/2019           |

## Sukcesy reprezentacyjne
| Osiągnięcie        | Trofeum               | Rok            |
| Mistrzostwa Świata | brąz                  | 2006           |
| Mistrzostwa Europy | złoto · srebro · brąz | 2011 2007 2015 |
| Liga Europejska    | złoto                 | 2010, 2011     |
| Grand Prix         | brąz                  | 2011, 2013     |
| Puchar Świata      | srebro                | 2015           |

## Nagrody indywidualne
- 2006 - Najlepsza libero Mistrzostw Świata
- 2011 - Najlepsza libero Mistrzostw Europy
- 2013 - Najlepsza przyjmująca Mistrzostw Europy